# Perwomaiski (Kirow)
Perwomaiski (russisch Первома́йский) ist eine „geschlossene“ Siedlung städtischen Typs in der Oblast Kirow in Russland mit 6147 Einwohnern (Stand 14. Oktober 2010).

## Geographie
Der Ort liegt knapp 60 km Luftlinie nordnordwestlich des Oblastverwaltungszentrums Kirow am rechten Ufer des Flusses Jurja, einige Kilometer oberhalb seiner Mündung in den rechten Wjatka-Nebenfluss Welikaja.
Perwomaiski bildet als dessen einzige Ortschaft das gleichnamige Geschlossene administrativ-territoriale Gebilde (SATO) mit dem Status eines Stadtkreises. Dieser umfasst ein Gebiet, das früher überwiegend den nordöstlichen Teil des Jurjanski rajon bis zur Grenze mit der Republik Komi bildete. Der Verwaltungssitz des Rajons, die Siedlung städtischen Typs Jurja, liegt gut zwei Kilometer südlich von Perwomaiski.

## Geschichte
Der Ort entstand 1959 im Zusammenhang mit der Stationierung von Truppenteilen der Strategischen Raketentruppen der Sowjetunion und der Errichtung verschiedener Militärobjekte in einem fast 1000 km² großen faktisch unbesiedelten Teil der Oblast Kirow. Er erhielt den Tarnnamen Jurja-2. 1960 wurde dort die 8. Raketendivision der Sowjetarmee formiert.
Am 14. Juli 1992 wurde das Territorium mit den zugehörigen Militärsiedlungen zu einem Geschlossenen administrativ-territoriale Gebilde und Stadtkreis erklärt. Die Hauptsiedlung Jurja-2 erhielt 1994 den Status einer Siedlung städtischen Typs unter dem heutigen Namen, abgeleitet von russisch Perwoje Maja für „Erster Mai“. Eine weitere der Verwaltung des Stadtkreises unterstellte Ortschaft, das etwa 30 km Luftlinie östlich bereits auf der Territorium des Slobodskoi rajon gelegene Oktjabrski (ehemals Jurja-3) wurde bis 2003 nach der Auflösung des dortigen Truppenteils verlassen und offiziell aufgegeben.

### Bevölkerungsentwicklung
| Jahr | Einwohner |
| ---- | --------- |
| 2002 | 9300      |
| 2010 | 6147      |

Anmerkung: Volkszählungsdaten

## Verkehr
Eisenbahnanschluss besteht in der nahen Siedlung Jurja, wo sich ein Bahnhof an der 1899 eröffneten Strecke Kirow – Kotlas befindet. Nach Perwomaiski und weiter in nordöstlicher Richtung verläuft eine militärischen Zwecken dienende Güteranschlussstrecke.
Einige Kilometer westlich von Jurja verläuft auch die föderale Fernstraße R176 Wjatka von Tscheboksary über Joschkar-Ola und Kirow nach Syktywkar.